# Dombeya laurifolia
Dombeya laurifolia är en malvaväxtart som beskrevs av Henri Ernest Baillon. Dombeya laurifolia ingår i släktet Dombeya och familjen malvaväxter. Inga underarter finns listade i Catalogue of Life.